# Phaethornis atrimentalis
Phaethornis atrimentalis là một loài chim trong họ Trochilidae.